# 도메인 지식
도메인 지식(domain knowledge), 정의역 지식, 분야 지식은 특정한 전문화된 학문이나 분야의 지식으로, 보편 지식, 도메인 독립 지식과는 반대의 뜻을 지닌다. 이 용어는 더 일반적인 학문을 참조하기 위해 종종 사용된는데, 이를테면 프로그래밍 전반 지식이 있는 소프트웨어 공학자, 의약산업에 관한 도메인 지식이 있는 사람을 기술하기 위해 사용된다. 도메인 지식이 있는 사람들은 해당 분야의 전문가로 간주되기도 한다.

## 지식 포착
소프트웨어 공학에서 도메인 지식은 이를테면 소프트웨어 에이전트와 같이, 대상 시스템을 운영하는 환경에 관한 지식이다. 도메인 지식은 일반적으로 소프트웨어 개발자보다는 도메인에 속한 소프트웨어 사용자(도메인 전문가)들로부터 학습되어야 한다. 사용자 워크플로, 데이터 파이프라인, 비즈니스 정책, 구성, 제약이 포함될 수 있으며 응용 소프트웨어 개발에 중요하다. 전문가의 도메인 지식은 컴퓨터 프로그램과 활동 데이터 형태로 변환된다.
최종 사용자와 소프트웨어 개발자 간 소통은 어려운 경우가 종종 있다. 소통을 위한 공통 언어를 찾아야 한다. 소통을 위해 공유되는 용어들을 충분히 개발하는 일에는 시간이 소요될 수 있다.
이같은 지식은 어려운 도메인 지식에 포함될 수 있다. 수많은 도메인에 걸쳐 적용 가능한 지식은 이를테면 논리학과 수학에서 도메인 독립 지식이라고 한다. 도메인 지식에 대한 조작은 메타 지식에 의해 수행된다.

## 참고 문헌
- Hjørland, B. & Albrechtsen, H. (1995). Toward A New Horizon in Information Science: Domain Analysis. Journal of the American Society for Information Science, 1995, 46(6), 400-425.

## 같이 보기
- 논의 영역
- 인공지능